# BAND-MAID
BAND-MAID（バンドメイド）は、日本のガールズロックバンド。所属事務所はMAIDIT。レーベルはポニーキャニオン。海外のマネジメントはユナイテッド・タレント・エージェンシーが行い、ライブ・ネイションと提携。

## 概要

2014年から2017年まで使用されたバンドのロゴマーク。

メイドの衣装を身に纏いつつビジュアルとは相反する重厚なハードロックを基調とするバンド。確かな演奏力と重厚なサウンドを武器に激しいライブパフォーマンスを繰り広げ、世界的人気を獲得している。
北米・ヨーロッパを中心に10か国以上での単独公演を行い、5度の海外ツアーを実施。2022年の全米ツアーでは2万人超を動員した。
2014年末にYouTubeで公開された1stシングルのカップリング曲である「Thrill」のミュージックビデオをジャパニーズロック専門の海外ウェブラジオ局「Jrock Radio」がフォロワー数120万人超のFacebookで紹介したところ一気に注目を浴びることとなり、その影響で多くの海外ロック、メタル系サイトが取り上げ、海外人気が高まっていった。
元々、秋葉原のメイド喫茶でアルバイトをしていた小鳩ミクがバンドをやりたいと思い、メンバーを集めて結成した。小鳩自身がメイドであったことからメイド服を衣装として取り入れ、バンド名もメイドのバンドBAND-MAIDとした。まずネットにシンガーソングライターとして動画をアップしていたギタリストのKANAMIにコンタクトをとり、KANAMIが知人ドラムのAKANEに声をかけ、さらにAKANEが音楽の専門学校で一緒だったベースのMISAを誘って結成された。その4人で2回ほどライブをやったが「ツインボーカルの方が面白いのではないか」ということで、同じ事務所でソロ活動をしていたSAIKIに声をかけた。ツインボーカルにしたのは小鳩の声が明るいので、声が低めで見た目の印象も小鳩とは正反対のSAIKIを入れて、よりハードでロックな方向に寄せるためである。また、結成時から「色々なことができるし音の厚みも出るからギターは2本欲しい」という話もあったので、SAIKI加入時に小鳩もギターを持つツインボーカル・ツインギターの編成に変えた。
結成当初は自分達が求める音楽を探して、様々なジャンルに挑戦していたが「Thrill」に出会ったことによって、HR/HM寄りの方向でやりたいとメンバーの意見が一致した。それまではどちらかと言えばポップ寄りであったが「ガールズ・バンドにはポップ・ロックが多いからハードな路線にした方がよりギャップが強くなる」ということでドラムはツインペダルを使い、メロディアスだったギターソロもスウィープ、タッピング、速いピッキングといったテクニックを取り入れるスタイルとなった。

## メンバー
小鳩ミク（こばと ミク）
ギター・ボーカル／作詞担当。10月21日生まれ、熊本県出身。愛称・一人称は「小鳩」。

SAIKI（サイキ）
ボーカル担当。2月8日生まれ、山梨県出身。愛称は「さいちゃん」。活動初期の表記は「彩姫」。
ダンス・ミュージックもバンド・サウンドも好きなので、こだわりなく何でも聴いてきた。歌を始めたきっかけは安室奈美恵で、小学4年生のころに聴いて好きになった。彼女の曲や世界観が好きで、ボーカルスタイルやステージ上での立ちふるまいはその影響下にある。中学・高校のころに流行ったのがきっかけでバンドに興味を持ち、黒猫チェルシー、毛皮のマリーズ、挫・人間を聴くようになった。デヴィッド・ボウイも好きで、トニー・ヴィスコンティのプロデュースのオファーを喜んだ。
鉄道好き。「撮り鉄」であり、新幹線のフォルムが特に好みである。

KANAMI（カナミ）
ギター／作曲担当。9月28日生まれ、神奈川県出身。愛称は「かなみんちょ」、「みんちょ」。活動初期の表記は「遠乃 歌波」。
3歳ごろからピアノを始めて20年以上習い続け、クラシック・ロック、パンク・ロック、ラテン・ロック、ファンク、フュージョンなどを好む。好きなギタリストはカルロス・サンタナやラリー・カールトン。前者は父親の持っていたCDに入っていたサンタナの「哀愁のヨーロッパ」、後者は高校の先輩がカバーして弾いているのを見たのがきっかけ。「ギターソロにペンタトニックスケールやメロディアスなものが多いのはサンタナから影響を受けている」とのこと。

AKANE（アカネ）
ドラムス担当。12月14日生まれ、兵庫県出身。愛称は「あーちゃん」。活動初期の表記は「廣瀬 茜」。
好きな音楽ジャンルはパンクやメロコア、邦楽ロック。バンドでやっていた音楽はパンクであったが、聴くのはロックが多い。一番影響を受けたアーティストはマキシマム ザ ホルモン。特にドラムのナヲに強く影響を受けており、ドラムやバンドを始めたのも彼女のドラムを聴いたことがきっかけであった。
食欲旺盛で大食いであり、ラーメンの替え玉を5玉注文することもある。

MISA（ミサ）
ベース担当。10月15日生まれ、岡山県出身。
ギターを経て、高校生のころに出会ったスマッシング・パンプキンズをきっかけにベースに転向。幼少期から母親の影響でビートルズやジミ・ヘンドリックスなどの洋楽や奥田民生をずっと聴いていて、小学生の時にジェリーフィッシュに夢中になってからは色々な音楽を聴くようになった。よく聴いているのはイギリスとアメリカのロックで、スマッシング・パンプキンズなどのグランジや、ブラーといったブリット・ポップ系のバンドが好き。好きなベーシストはパズ・レンチャンティン。

### BAND-MAIKO
エイプリルフール企画の「BAND-MAIKO」では、インタビューなどで異なる名前を使っている。
- 鳩子（ハトコ、Gt/Vo）
- 富士姫（フジキ、Vo）
- 叶笑（カノエミ、Gt）
- 紅月（アカツキ、Dr）
- 梅美沙（ウメミサ、Ba）

## 略歴
2013年
- 7月、小鳩ミク、KANAMI、AKANE、MISAの4人で結成。
- 7月24日、大塚DEEPAで開催された『PPBAND AUDITION』で初ライブ。
- 8月22日、SHIBUYA-AXで開催されたライブイベント『P祭』でSAIKIが加入。5人組BAND-MAID®となる。
- 12月17日、KANAMI、AKANE、prediaの湊あかね、村上瑠美奈、岡村明奈の5人でサイドプロジェクト「もちとちーず」を始める[21]。

2014年
- 1月8日、デビューアルバム 『MAID IN JAPAN』をリリース。全曲、BAND-MAIDによる編曲。
- 2月8日、Shibuya Milkywayでワンマンライブ『MAID IN JAPAN』開催。
- 8月13日、1枚目のシングル「愛と情熱のマタドール」をリリース。

2015年
- 4月5日（アメリカ時間）、Jrock RadioのFacebookで「Thrill」のMVが紹介される[22]。
- 9月30日、もちとちーずのシングル「あめハレ。/あなたと。」リリース。作曲はKANAMI[23]。
- 11月18日、2枚目のアルバム『New Beginning』をリリース。
- 11月27日、もちとちーずが最後の活動として「爆女祭」に出演。

2016年
- 2月14日、「alone」の MVをリリース。初のBAND-MAID単独での作曲作詞。
- 2月27日、バンド名から®を取り去りBAND-MAIDとなる[24]。
- 3月、アメリカ・シアトルで開催された日本文化を紹介するコンベンションイベント『Sakura-Con』に招かれ約3,000人の観客の前で海外初ライブ。
- 5月18日、日本クラウンから1stアルバム『Brand New MAID』を発売し、メジャーデビュー。
- 5月27日から29日にかけて、イギリス最大級のモダンポップカルチャーイベント『MCM COMIC CON』に3日連続で出演。
- 6月から初の全国ツアーを開催[25]。
- 10月・11月、メキシコ、イギリス、ドイツ、フランス、ポーランド、イタリア、スペイン、香港の8ヵ国9公演のワールドツアーを開催[26][27][28]。
- 10月23日、『“Brand New MAID”Release Tour 追加お給仕』を下北沢Gardenで開催。
- 11月16日、メジャー1stシングル「YOLO」をリリース。全3曲がBAND-MAID単独での作曲作詞。これ以降、ほぼすべてが自作曲となる。

2017年
- 1月11日、初のフルアルバム『Just Bring It』をリリース。
- 5月10日（メイドの日）、『初One-manお給仕 tour』をスタート。
- 5月19日の名古屋、21日の大阪公演でMISAがインフルエンザ発症のため欠席。
- 7月11日に名古屋、12日に大阪で『〜Revenge of an ass chin〜』（ケツアゴのリベンジ）と題した振替公演が行われ、2日間限定Tシャツを販売。
- 7月19日、SAIKIの声帯ポリープ手術のため、29日開催のPassCode対バンツアー『''bite the bullet'' Short Tour 2017』出演キャンセルを発表[29]。
- 11月、ワールドツアー『Burn!Burn!BAND-MAID』をイギリス、フランス、ドイツで開催。

2018年
- 2月14日、アルバム『WORLD DOMINATION』とアルバム『MAID IN JAPAN』の再発盤を2枚同時リリース[30]。
- 4月1日、BAND-MAIDからBAND-MAIKOに改名し、舞妓とハードロックをコンセプトに活動していくことを発表。同時に新曲「secret MAIKO lips[注 1]」の配信をYouTube、iTunes Store、Spotifyなどで開始した[31]。その12時間後、エイプリルフールネタであることを明かし、改名宣言を撤回した[32]。
- 11月9日　ワールドツアー『WORLD DOMINATION TOUR SENKOKU』をアメリカ、フィンランド、オランダ、イギリス、フランス、ドイツで開催。

2019年

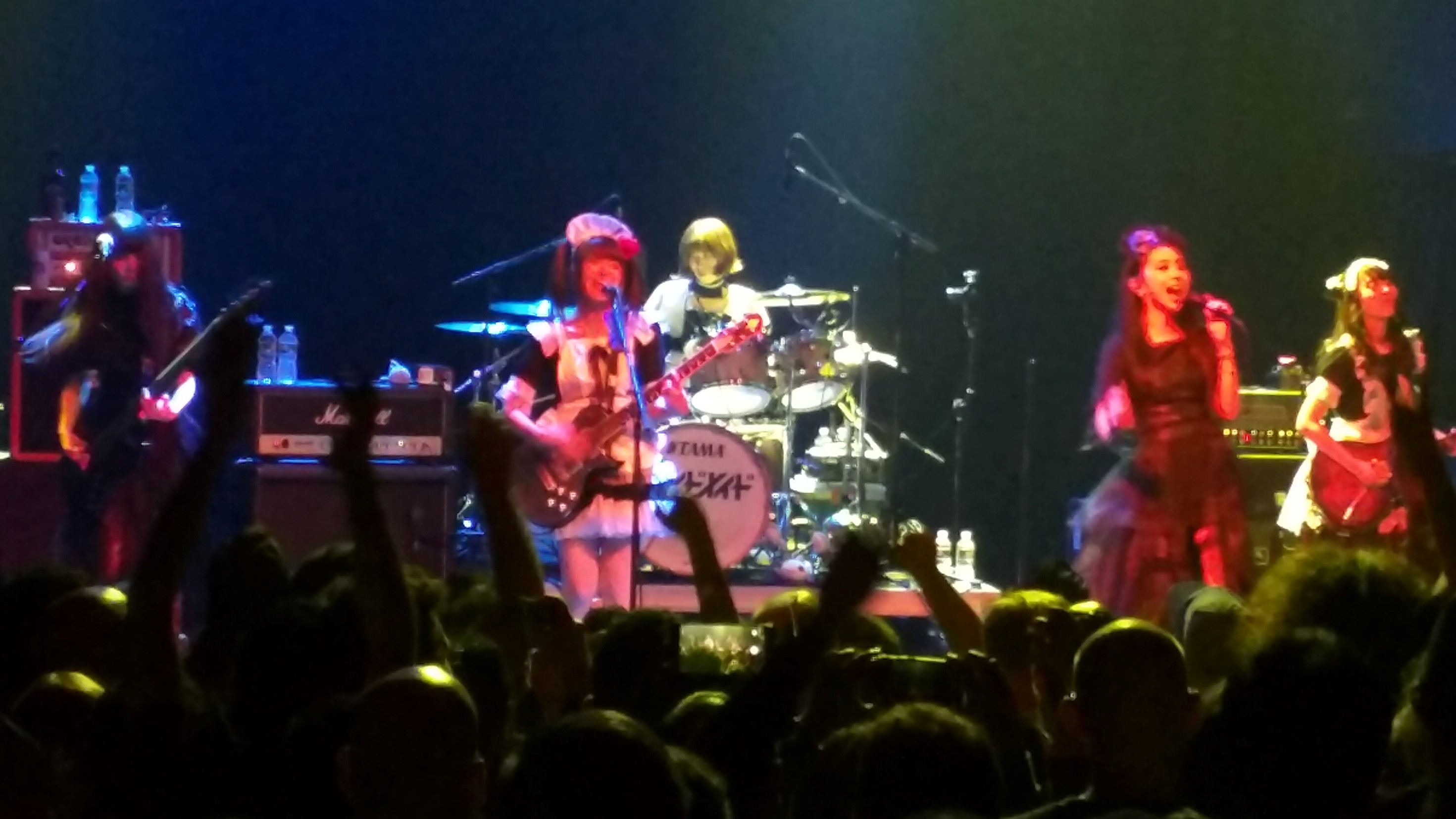
2019年9月のニューヨーク公演

- 4月3日、BAND-MAIKO名義でミニ・アルバム『BAND-MAIKO』をリリース[33]。
- 4月26日、世界最大の興行エージェント　ライブ・ネイションとの提携を発表[34]。
- 6月 - 9月、ワールドツアー『WORLD DOMINATION TOUR GEKIDOU』をイギリス、フランス、ドイツ、台湾、アメリカで開催。
- 11月27日、ライヴ・ネイションとの提携に続き、世界4大エージェントの1つであるユナイテッド・タレント・エージェンシーとの契約を発表[35]。また、Netflixの新作映画『ケイト』に出演決定[36]。
- 12月10日と13日、KANAMIと人間椅子の和嶋慎治が「シャキーン！」に登場し、ギター対決を行なった。
- 12月11日、アルバム『CONQUEROR』をリリース[37]。

2020年
- 2月11日と14日、KANAMIとReiが「シャキーン！」に登場し、ギター対決を行なった。
- 2月13日、LINE CUBE SHIBUYAで行われたお給仕で7月・8月に全国のZepp（ZEPP NAGOYA、ZEPP OSAKA BAYSIDE、ZEPP FUKUOKA、ZEPP SAPPORO、ZEPP HANEDA）で『BAND-MAID Zepp Tour』お給仕が行われる事が発表された。
- 2月14日、LINE CUBE SHIBUYAで行われたツアーファイナルで、2021年2月11日に日本武道館でお給仕が行われる事が発表された。
- 6月24日、新型コロナウイルス感染症の流行のため『BAND-MAID Zepp Tour』をキャンセル。

2021年
- 1月13日、新型コロナウイルス流行拡大のため『BAND-MAID 日本武道館お給仕』をキャンセル[38]。
- 1月20日、レーベルをポニーキャニオンに移し、アルバム『Unseen World』をリリース（デジタル版は1月13日に先行配信）。
- 2月11日、武道館公演の代わりとなるオンラインライブを行い、アメリカのツイッタートレンドで4位にランクインした[39]。
- 3月9日、小鳩ミクがZEMAITISからシグネチャーギターを発売した[40]。
- 7月25日、オーストラリアのオンラインフェスティバル、Splendour XR のメインステージで演奏。
- 9月10日、本人役で出演したNetflixオリジナル映画『KATE』が配信開始、劇中で「Choose me」を演奏、別の場面で「Blooming」がBGMとして使用された[41][42]。

2022年

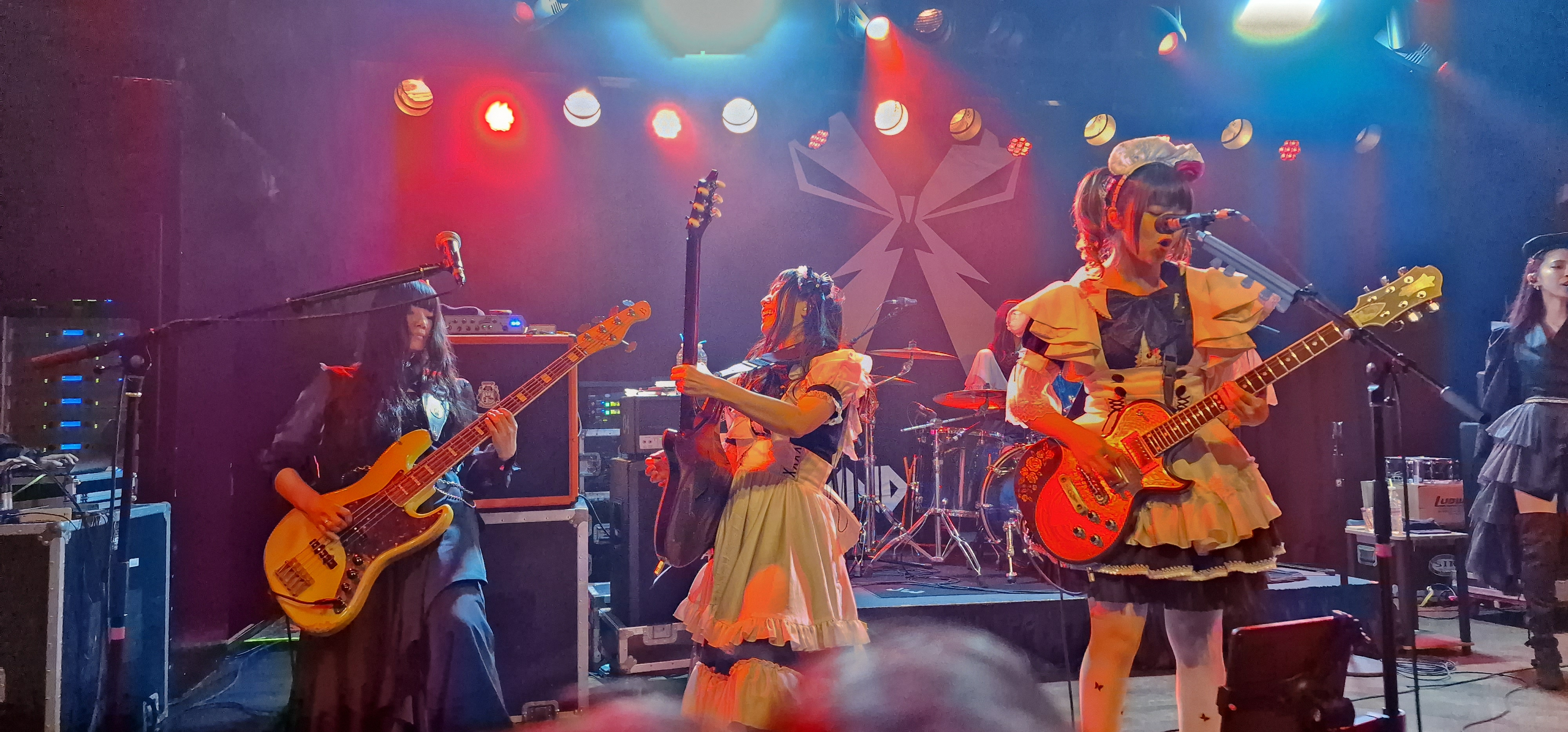
2022年10月のボストン公演

- 1月13日、アメリカのテレビシリーズ『ピースメイカー』で「Choose me」が使われ[43]、公式プレイリストに掲載された[44]。
- 1月31日、初の公式スコアブック『BAND-MAID Official Score for Unseen World』を発売。『Unseen World』のインストゥルメンタル版CDが付属する[45]。
- 8月10日、初のアニメMV「Unleash!!!!!」をリリース。
- 8月14日、DOWNLOAD JAPAN 2022 に日本勢として唯一参加。
- 8月17日から9月9日まで、「PRE US OKYUJI」ツアーを行なった。ファンクラブ先行発売だけでソールドアウト。
- 9月21日、EP『Unleash』をリリース。8曲入りであるため、各種チャートではアルバム扱い。
- 10月9日、アメリカのロックフェスティバル、AFTERSHOCK FESTIVAL に出演。
- 10月12日から11月1日まで、「BAND-MAID US TOUR 2022」を行なった。全13公演中、12公演がソールドアウトとなった[46]。
- 11月6日、ガンズ・アンド・ローゼズのサポートアクトとして出演。

2023年
- 1月9日、単独公演としては過去最大の会場となる東京ガーデンシアターで公演した。有観客ライブとしては初めて、ライブ配信も同時に行なわれた[47]。11月26日の横浜アリーナでの公演が発表された。
- 2月3日、4日、10日 (アメリカ時間) にかけて行われたTHE LAST ROCKSTARSのアメリカ公演のオープニングアクトとして公演した[48]。最終公演は日本の各地映画館でライブビューイングが行われた。
- 8月4日、シカゴのグランド・パークで行われた「ロラパルーザ」に出演、13曲を披露した[49]。ロラパルーザが現在のフォーマットになって以降、日本人バンドとしては2010年に出演したX JAPAN以来13年ぶり、日本人女性グループでは初めての出演となる[50]。
- 11月19日、「NHK WORLD-JAPAN Music Festival 2023」に出演。翌年1月3日にはNHK総合で再放送。
- 11月26日、横浜アリーナで約8000人のファンとともに、全33曲、3時間40分に及ぶツアーファイナルを行なった[51][52]。
- 12月14日、AKANEがWincentからシグネチャードラムスティックを発売した。

2024年
- 5月1日、インキュバスの ASIA TOUR 2024 東京公演に出演し、マイク・アインジガーとの共作曲「Bestie」をステージでアインジガーと共演した。
- 6月12日、ザ・ウォーニングと共にライブを行い、最後の曲として両バンドの共作曲「SHOW THEM」をステージで共演した。
- 6月中旬、MISAがBLACK CLOUDからシグネチャーベースを発売した。
- 9月25日、『Epic Narratives』リリース。同時にファンクラブ会員へのメールの中で、プラチナム・パスポート（現EVIDEM）からの独立を発表した。
- 11月20日、KANAMIが日本人として初めてPRSからシグネチャーギターを発売した[53]。

2025年
- 3月16日、アニメ『ロックは淑女の嗜みでして』の中でキャラクターが演奏しているシーンがBAND-MAIDメンバーのモーションキャプチャーであることが発表された[54]。
- 6月27日、アニメ『ロックは淑女の嗜みでして』のキャラクターたちが登場する「Ready to Rock」特別アニメMVをリリースした。
- 7月12日、映画『スーパーマン』に関連して、ジェームズ・ガン監督が各キャラクターごとに作成したプレイリストのうち、ウルトラマンのプレイリストにBAND-MAIDの「Sense」が他の日本の曲と共に選ばれた[55][56]。

## 作品
順位はオリコン週間ランキング最高位。

### シングル
| #                | 発売日         | タイトル              | 順位           |
| ガンプレコーズ   | ガンプレコーズ | ガンプレコーズ        | ガンプレコーズ |
| ---------------- | -------------- | --------------------- | -------------- |
| 1                | 2014年8月13日  | 愛と情熱のマタドール  | N/A            |
| 日本クラウン     |                |                       |                |
| 2                | 2016年11月16日 | YOLO                  | 36位           |
| 3                | 2017年7月19日  | Daydreaming/Choose me | 20位           |
| 4                | 2018年7月25日  | start over            | 16位           |
| 5                | 2019年1月16日  | glory                 | 12位           |
| 6                | 2019年1月16日  | Bubble                | 14位           |
| 7                | 2020年12月2日  | Different             | 19位           |
| ポニーキャニオン |                |                       |                |
| 8                | 2021年10月27日 | Sense                 | 14位           |

### アルバム
| #                | 発売日         | タイトル                                      | 順位           |
| ガンプレコーズ   | ガンプレコーズ | ガンプレコーズ                                | ガンプレコーズ |
| ---------------- | -------------- | --------------------------------------------- | -------------- |
| 1                | 2014年1月8日   | MAID IN JAPAN                                 | N/A            |
| 2                | 2015年11月18日 | New Beginning                                 | 64位           |
| 日本クラウン     |                |                                               |                |
| 3                | 2016年5月18日  | Brand New MAID                                | 19位           |
| 4                | 2017年1月11日  | Just Bring It                                 | 16位           |
| 5                | 2018年2月14日  | WORLD DOMINATION                              | 09位           |
| (1)              | 2018年2月14日  | MAID IN JAPAN（再発盤）                       | 26位           |
| 6                | 2019年12月11日 | CONQUEROR                                     | 09位           |
| ポニーキャニオン |                |                                               |                |
| 7                | 2021年1月20日  | Unseen World                                  | 08位           |
| —                | 2022年1月31日  | Unseen World instrumental CD                  | N/A            |
| —                | 2022年4月27日  | BAND-MAID ONLINE ACOUSTIC OKYU-JI CD          | N/A            |
| 8                | 2024年9月25日  | Epic Narratives                               | 08位           |
| —                | 2024年12月25日 | BAND-MAID ACOUSTIC OKYUJI CD (MARCH 20, 2024) | N/A            |

### EP
| #                | 発売日        | タイトル     | 順位         |
| 日本クラウン     | 日本クラウン  | 日本クラウン | 日本クラウン |
| ---------------- | ------------- | ------------ | ------------ |
| 1                | 2019年4月3日  | BAND-MAIKO   | 15位         |
| ポニーキャニオン |               |              |              |
| 2                | 2022年9月21日 | Unleash      | 9位          |

### ベストアルバム
| #            | 発売日       | タイトル                    | 順位         |
| 日本クラウン | 日本クラウン | 日本クラウン                | 日本クラウン |
| ------------ | ------------ | --------------------------- | ------------ |
| 1            | 2023年8月2日 | 10th Anniversary Best Vol.1 | 16位         |
| 2            | 2023年8月2日 | 10th Anniversary Best Vol.2 | 17位         |

### 配信限定
- secret MAIKO lips（2018年4月1日）[31]
- glory（2018年10月4日）
- 祇園町（2019年4月1日）
- about Us（2021年2月4日）[60]
- Sense (TV size)（2021年9月6日）
- Memorable（2023年2月22日）
- Shambles（2023年8月4日） (Billboard 世界デジタルシングル週間チャート 15 位[61])
- Bestie（2024年1月17日）
- Protect You（2024年7月5日）
- Zen（2025年1月13日）
- Ready to Rock（2025年4月4日）

### 映像作品
| # | 発売日        | タイトル                                                         | 順位 |
| - | ------------- | ---------------------------------------------------------------- | ---- |
| 1 | 2020年4月29日 | WORLD DOMINATION TOUR 【進化】at LINE CUBE SHIBUYA（渋谷公会堂） | 10位 |
| 2 | 2021年5月26日 | BAND-MAID ONLINE OKYU-JI (Feb. 11, 2021)                         | 13位 |
| 3 | 2023年4月26日 | BAND-MAID TOKYO GARDEN THEATER OKYUJI (Jan. 09, 2023)            | 15位 |
| 4 | 2024年3月27日 | 10TH ANNIVERSARY TOUR FINAL in YOKOHAMA ARENA (Nov. 26, 2023)    | 9位  |

## タイアップ一覧
| 起用年 | 楽曲                 | タイアップ                                                                                 | 収録作品         |
| ------ | -------------------- | ------------------------------------------------------------------------------------------ | ---------------- |
| 2016年 | YOLO                 | ゲーム・アプリ『ヴァリアントナイツ』主題歌                                                 | Just Bring It    |
| 2017年 | One and only         | オムニバス映画『狂い華』主題歌                                                             | WORLD DOMINATION |
| 2018年 | Carry on living      | テレビアニメ『クイズとき子さん』エンディングテーマ                                         | WORLD DOMINATION |
| 2018年 | glory                | テレビアニメ『遊☆戯☆王VRAINS』エンディングテーマ                                           | CONQUEROR        |
| 2018年 | Bubble               | テレビドラマ『パーフェクトクライム』主題歌                                                 | CONQUEROR        |
| 2019年 | hide-and-seek        | テレビ神奈川（tvk）制作の音楽情報バラエティ番組「関内デビル」2019年1月度エンディングテーマ | glory            |
| 2020年 | Different            | テレビアニメ『ログ・ホライズン 円卓崩壊』オープニングテーマ                                | Different        |
| 2021年 | without holding back | 全日本大学eスポーツ対抗戦公式アンセム                                                      | Unseen World     |
| 2021年 | Warning!             | テレビ朝日系『ワールドプロレスリング』2・3月度ファイティングミュージック                   | Unseen World     |
| 2021年 | 火花                 | 「全日本大学eスポーツ対抗戦」バトルテーマソング                                            | Sense            |
| 2021年 | Sense                | テレビアニメ『プラチナエンド』オープニングテーマ                                           | Unleash          |
| 2023年 | Shambles             | Netflixアニメ『ケンガンアシュラ』第2期エンディングテーマ                                   | Epic Narratives  |
| 2024年 | Protect You          | テレビアニメ『グレンダイザーU』 エンディングテーマ                                         | Epic Narratives  |
| 2025年 | Zen                  | テレビアニメ『全修。』 オープニングテーマ                                                  | (未定)           |
| 2025年 | Ready to Rock        | テレビアニメ『ロックは淑女の嗜みでして』オープニングテーマ                                 | (未定)           |
| 2025年 | What is justice?     | テレビアニメ『桃源暗鬼』エンディングテーマ                                                 | (未定)           |

## ライブ

### ライブツアー
| 年月                   | ツアータイトル                                                                   | 公演日・会場 |
| ---------------------- | -------------------------------------------------------------------------------- | --- |
| 2016年6月 - 9月        | BAND-MAID『Brand New MAID』Release Tour                                          | 全15公演 1. 6月24日 新宿Zirco Tokyo 2. 7月12日 水戸LIGHT HOUSE 3. 7月13日 仙台MACANA 4. 7月22日 横浜club Lizard YOKOHAMA 5. 7月31日 埼玉HEAVEN'S ROCK さいたま新都心VJ-3 6. 8月4日 神戸太陽と虎 7. 8月6日 山口LIVE rise SHUNAN 8. 8月12日 熊本DRUM B.9 9. 8月13日 小倉Live Spot WOW! 10. 8月14日 福岡Queblick 11. 8月28日 滋賀Blue 12. 9月2日 新潟RIVERST 13. 9月3日 甲府CONVICTION 14. 9月8日 札幌Crazy Monkey 15. 9月9日 札幌Crazy Monkey |
| 2016年9月 - 10月       | BAND-MAID『Brand New MAID』Release Tour Final （追加公演）                       | 全4公演 1. 9月19日 心斎橋DROP 2. 9月25日 豊橋club.KNOT 3. 10月1日 渋谷TSUTAYA O-WEST 4. 10月23日 下北沢GARDEN |
| 2016年10月 - 11月      | BAND-MAID Brand New MAID Release Tour World Series                               | 全9公演 1. 10月9日 SALA（メキシコシティ） 2. 10月12日 Underworld（ロンドン） 3. 10月13日 MTC（ケルン） 4. 10月15日 Headcrash（ハンブルク） 5. 10月16日 La Boule Noire（パリ） 6. 10月19日 Hydrozagadka（ワルシャワ） 7. 10月30日 Lucca Comics & Games（伊ルッカ） 8. 11月1日 Salón del Manga del Barcelona（バルセロナ） 9. 11月5日 Music Zone＠E-MAX（香港） |
| 2017年5月 - 7月        | BAND-MAID 初One-manお給仕 Tour 2017                                              | 全8公演 1. 5月10日 東京キネマ倶楽部 2. 5月19日 名古屋CLUB QUATTRO【延期】 3. 5月21日 梅田CLUB QUATTRO【延期】 4. 5月26日 福岡BEAT STATION 5. 6月4日 札幌Sound Lab mole 6. 6月6日 仙台HooK 7. 6月14日 恵比寿LIQUIDROOM 8. 6月15日 恵比寿LIQUIDROOM 9. 7月11日 名古屋CLUB QUATTRO【振替】 10. 7月12日 梅田CLUB QUATTRO【振替】 |
| 2017年9月 - 11月       | BAND-MAID お給仕TOUR Autumn-Winter 2017 「燃えるの？萌えないの？どっちなの！？」 | 全10公演 1. 9月24日 札幌cube garden 2. 9月29日 熊本B.9 V2 3. 10月1日 福岡DRUM LOGOS 4. 10月6日 仙台darwin 5. 10月8日 金沢EIGHT HALL 6. 10月13日 大阪 味園ユニバース 7. 10月15日 名古屋ダイアモンドホール 8. 11月17日 岡山CRAZYMAMA KINGDOM 9. 11月18日 広島クラブクアトロ 10. 11月24日 新木場STUDIO COAST |
| 2017年10月 - 11月      | BAND-MAID WORLD TOUR 2017 「Burn! Burn! BAND-MAID Moe Moe Cune」                 | 全7公演 1. 10月22日 Jack Studio（台北） 2. 10月29日 1563 at the East（香港） 3. 11月3日 O2 Academy Islington（ロンドン） 4. 11月4日 La Boule Noire（パリ） 5. 11月5日 Zeche（独ボーフム） 6. 11月8日 Bi Nuu（ベルリン） 7. 11月9日 Backstage（ミュンヘン） 8. 11月12日 Salamandra（バルセロナ）【中止】 |
| 2018年4月              | BAND-MAID WORLD DOMINATION TOUR 2018 【宣告】                                    | 全3公演 1. 4月4日 名古屋ダイアモンドホール 2. 4月6日 なんばHatch 3. 4月13日 Zepp Tokyo |
| 2018年6月、11月        | WORLD TOUR BAND-MAID WORLD DOMINATION TOUR 2018 【宣告】〜senkoku〜              | 全9公演 1. 6月29日 Foro Indie Rocks（メキシコシティ） 2. 11月9日 Lodge Room（ロサンゼルス） 3. 11月10日 The Chapel（サンフランシスコ） 4. 11月14日 Nosturi（ヘルシンキ） 5. 11月16日 Melkweg（アムステルダム） 6. 11月17日 The Dome（ロンドン） 7. 11月18日 Backstage（パリ） 8. 11月21日 SO36（ベルリン） 9. 11月22日 Feierwerk（ミュンヘン） |
| 2018年9月 - 2019年1月  | BAND-MAID WORLD DOMINATION TOUR 2018-2019 【侵略】                               | 全17公演 1. 9月12日 川崎CLUB CITTA' 2. 9月15日 金沢EIGHT HALL 3. 9月17日 新潟studio NEXS 4. 9月22日 広島クラブクアトロ 5. 9月24日 岡山CRAZYMAMA KINGDOM 6. 9月28日 Zepp Nagoya 7. 9月30日 仙台Rensa 8. 10月7日 高松MONSTER 9. 10月8日 なんばHatch 10. 11月30日 福岡DRUM LOGOS 11. 12月1日 熊本B.9 V1 12. 12月8日 京都FANJ 13. 12月9日 神戸Harbor Studio 14. 12月14日 長野CLUB JUNK BOX 15. 12月16日 甲府CONVICTION 16. 1月11日 新木場STUDIO COAST 17. 1月12日 新木場STUDIO COAST |
| 2019年6月 - 8月        | BAND-MAID WORLD DOMINATION TOUR 2019 【激動】                                    | 全4公演 1. 6月8日 なんばHatch 2. 7月11日 名古屋ダイアモンドホール 3. 7月30日 東京昭和女子大学人見記念講堂 4. 8月2日 マイナビBLITZ赤坂 |
| 2019年6月 - 10月       | BAND-MAID WORLD DOMINATION TOUR 2019 【激動】〜gekidou〜                         | 全10公演 1. 6月22日 Islington Assembly Hall（ロンドン） 2. 6月23日 Le Trabendo（パリ） 3. 6月24日 Zeche（独ボーフム） 4. 6月26日 DAS LOGOS（ハンブルク） 5. 7月13日 花漾HANA展演空間（台北） 6. 9月26日 Gramercy Theatre（ニューヨーク） 7. 9月27日 Mercury Lounge（ニューヨーク） 8. 9月28日 Cambridge Room（ダラス） 9. 9月30日 Echoplex（ロサンゼルス） 10. 10月1日 Echoplex（ロサンゼルス） |
| 2019年10月 - 2020年1月 | BAND-MAID WORLD DOMINATION TOUR 2019-2020 【激動】                               | 1. 2019年10月14日 横浜BAY HALL 2. 10月20日 なんばHatch 3. 11月9日 仙台Rensa 4. 11月10日 HEAVEN'S ROCK宇都宮 VJ-2 5. 11月16日 金沢エイトホール 6. 11月17日 新潟NEXS 7. 11月23日 旭川カジノドライブ 8. 11月24日 札幌ファクトリーホール 9. 12月5日 高松MONSTER 10. 12月7日 福岡DRUM LOGOS 11. 12月8日 広島クラブクアトロ 12. 12月15日 長野CLUB JUNK BOX 13. 12月22日 京都KBSホール 14. 2020年1月10日 名古屋ダイアモンドホール 15. 1月11日 神戸Harbor Studio 16. 1月18日 鹿児島CAPARVO HALL 17. 1月19日 熊本B.9 V1 |
| 2020年2月              | BAND-MAID WORLD DOMINATION TOUR 【進化】                                         | 1. 2月13日 LINE CUBE SHIBUYA（渋谷公会堂） 2. 2月14日 LINE CUBE SHIBUYA（渋谷公会堂） |
| 2022年8月 - 9月        | BAND-MAID PRE US OKYUJI in JAPAN                                                 | 全5公演 1. 8月17日 なんばHatch 2. 8月25日 名古屋ダイアモンドホール 3. 9月3日 仙台Rensa 4. 9月7日 Zepp DiverCity 5. 9月9日 渋谷eggman |
| 2022年10月 - 11月      | BAND-MAID US TOUR 2022                                                           | 全13公演 (フェスを除く) 1. 10月12日 Neptune Theatre（シアトル） 2. 10月14日 August Hall（サンフランシスコ） 3. 10月15日 Belasco（ロサンゼルス） 4. 10月17日 House of Blues（サンディエゴ） 5. 10月19日 Crescent Ballroom（フェニックス） 6. 10月21日 House of Blues（ダラス） 7. 10月22日 House of Blues（ヒューストン） 8. 10月25日 The Fillmore（ワシントンD.C.） 9. 10月26日 Theatre of Living Arts（フィラデルフィア） 10. 10月28日 Irving Plaza（ニューヨーク） 11. 10月29日 Paradise Rock Club（ボストン） 12. 10月30日 American Dream（イーストラザフォード） 13. 11月1日 House of Blues（シカゴ） |
| 2023年3月 - 11月       | BAND-MAID 10TH ANNIVERSARY TOUR                                                  | 全38公演 (フェスを除く) 1. 3月23日 熊本 B.9 V1 2. 3月25日 鹿児島 CAPARVO HALL 3. 3月26日 福岡 DRUM LOGOS 4. 4月21日 神戸 Harbor Studio 5. 4月22日 京都 KBS HALL 6. 4月24日 大阪 BIG CAT 7. 5月14日 Bayou Music Center (ヒューストン) 8. 5月15日 Emo's (オースティン) 9. 5月19日 Buckhead (アトランタ) 10. 5月21日 Brooklyn Bowl (ナッシュビル) 11. 5月22日 Underground (シャーロット) 12. 5月24日 St Andrews Hall (デトロイト) 13. 7月3日 東京 ZEPP SHINJUKU 14. 7月9日 新潟 LOTS 15. 7月15日 静岡 LIVE ROXY SHIZUOKA 16. 7月19日 川崎 CLUB CITTA' 17. 8月3日 Park West (Lollapalooza Aftershow) (シカゴ) 18. 8月6日 Varsity Theater (ミネアポリス) 19. 8月8日 Summit (デンバー) 20. 8月9日 The Depot (ソルトレークシティー) 21. 8月11日 Crystal Ballroom (ポートランド) 22. 8月12日 Bing Crosby Theater (スポケーン) 23. 8月14日 Ace of Spades (サクラメント) 24. 8月15日 House of Blues Anaheim (アナハイム) 25. 8月18日 Pabellón Oeste (メキシコシティー) 26. 9月2日 長野 CLUB JUNK BOX 27. 9月3日 金沢エイトホール 28. 9月22日 岡山 CRAZYMAMA KINGDOM 29. 9月23日 広島クラブクアトロ 30. 9月30日 高松 MONSTER 31. 10月1日 松山 SALONKITTY 32. 10月7日 秋田 Club SWINDLE 33. 10月9日 仙台 GIGS 34. 10月13日 札幌 PENNY LANE24 35. 10月15日 小樽 GOLD STONE 36. 10月20日 大阪なんばHatch 37. 10月25日 名古屋ダイアモンドホール 38. 11月26日 横浜アリーナ |
| 2024年6月 - 7月        | BAND-MAID HALL TOUR 2024                                                         | 全3公演 1. 6月28日 名古屋市公会堂 2. 7月5日 フェニーチェ堺 3. 7月14日 神奈川県民ホール |
| 2024年11月             | BAND-MAID ZEPP TOUR 2024                                                         | 全4公演 1. 11月2日 ZEPP NAGOYA 2. 11月3日 ZEPP OSAKA BAYSIDE 3. 11月25日 ZEPP HANEDA 4. 11月26日 ZEPP HANEDA |
| 2025年3月 - 4月        | BAND-MAID Billboard Live Acoustic Tour                                           | 全2公演 1. 3月20日 Billboard Live Osaka 2. 4月13日 Billboard Live Tokyo |
| 2025年5月 - 12月       | BAND-MAID TOUR 2025                                                              | 全17公演 (予定含む) 1. 5月10日 東京 LINE CUBE SHIBUYA 2. 5月17日 広島 CLUB QUATTRO 3. 5月18日 岡山 CRAZYMAMA KINGDOM 4. 5月25日 静岡 浜松窓枠 5. 5月31日 新潟 LOTS 6. 6月20日 大阪 ゴリラホール 7. 6月21日 大阪 ゴリラホール 8. 6月28日 宮城 仙台GIGS 9. 7月12日 東京 豊洲PIT 10. 7月26日 北海道 ファクトリーホール 11. 8月2日 熊本 B9.V1 12. 8月3日 福岡 DRUM LOGOS 13. 8月8日 愛知 ダイアモンドホール 14. 8月9日 愛知 ダイアモンドホール 15. 10月24日 大阪 なんばHATCH 16. 11月1日 神奈川 CLUB CITTA' 17. 12月7日 東京 東京GARDEN THEATER |

### ワンマンライブ
| 日程           | タイトル                                                                                       | 会場                                               |
| -------------- | ---------------------------------------------------------------------------------------------- | -------------------------------------------------- |
| 2014年2月8日   | BAND-MAID® 1st 単独お給仕『MAID IN JAPAN』                                                     | Shibuya Milkyway                                   |
| 2014年4月27日  | BAND-MAID® 2nd単独お給仕『MAID ROCK』                                                          | Shibuya Milkyway                                   |
| 2014年7月21日  | BAND-MAID® 1st Anniversary お給仕                                                              | club asia                                          |
| 2014年11月22日 | BAND-MAID® 4th単独お給仕                                                                       | 渋谷VUENOS                                         |
| 2015年7月18日  | BAND-MAID® 2nd Anniversaryお給仕『Breakin' new gate』                                          | 渋谷eggman                                         |
| 2016年2月14日  | New Beginning Tour 2016 Final One-Man Show                                                     | 下北沢LIVEHOLIC                                    |
| 2017年1月9日   | 1st Full Album『Just Bring It』Pre-Release One-man 〜新年 初お給仕はじめます〜                 | 赤坂BLITZ                                          |
| 2017年7月1日   | 渋谷club乙-kinoto-16周年記念 BAND-MAID お嬢様(女子)限定お給仕 〜フローラルな夜〜               | 渋谷 club 乙-kinoto-                               |
| 2017年7月5日   | 渋谷club乙-kinoto-16周年記念出張編 BAND-MAID ご主人様(男性)限定お給仕 〜むさ苦しい夜〜         | 高田馬場 club PHASE                                |
| 2017年12月9日  | BAND-MAID お給仕TOUR Autumn-Winter 2017 『燃えたの？萌えたの？どっちだったの？ 〜燃 vs 萌〜 』 | Zepp DiverCity                                     |
| 2018年5月9日   | BAND-MAID presents 【冥途乃日】                                                                | TSUTAYA O-WEST                                     |
| 2018年7月17日  | BAND-MAID x eggman presents 5th Anniversary お給仕 day1『アルカラ先輩とのライブ、あるから。』  | 渋谷 eggman                                        |
| 2018年7月18日  | BAND-MAID x eggman presents 5th Anniversary お給仕 day2『eggwoman 〜フローラルな夜〜』         | 渋谷 eggman                                        |
| 2018年7月20日  | BAND-MAID x eggman presents 5th Anniversary お給仕 day3 「お盟主様の会」                       | 渋谷 eggman                                        |
| 2019年3月9日   | BAND-MAID お盟主様の会【Acoustic & Talk】                                                      | ヒューリックホール東京                             |
| 2019年5月10日  | BAND-MAID presents 冥途乃日                                                                    | TSUTAYA O-EAST                                     |
| 2020年7月23日  | BAND-MAID ONLINE OKYU-JI                                                                       | オンラインライブ                                   |
| 2020年8月16日  | BAND-MAID ONLINE OKYU-JI                                                                       | オンラインライブ                                   |
| 2020年12月13日 | BAND-MAID ONLINE OKYU-JI (Dec. 13, 2020)                                                       | オンラインライブ                                   |
| 2021年2月11日  | BAND-MAID ONLINE OKYU-JI (Feb. 11, 2021)                                                       | オンラインライブ                                   |
| 2021年5月10日  | BAND-MAID “THE DAY OF MAID”                                                                    | オンラインライブ                                   |
| 2021年12月25日 | BAND-MAID ONLINE ACOUSTIC                                                                      | オンラインライブ                                   |
| 2023年1月9日   | BAND-MAID TOKYO GARDEN THEATER OKYUJI                                                          | 東京ガーデンシアター                               |
| 2023年12月21日 | BAND-MAID ONE MAN SHOW in Hong Kong 2023                                                       | MacPherson Stadium (香港)                          |
| 2024年2月22日  | BAND-MAID 10TH ANNIVERSARY TOUR 番外編                                                         | KT Zepp Yokohama                                   |
| 2024年3月20日  | BAND-MAID ACOUSTIC OKYUJI                                                                      | LINE CUBE SHIBUYA (渋谷公会堂)                     |
| 2024年5月10日  | BAND-MAID “THE DAY OF MAID”                                                                    | Zepp Haneda                                        |
| 2024年6月12日  | “BAND-MAID × The Warning” Special Show in Japan                                                | EX THEATER ROPPONGI (ザ・ウォーニングがゲスト公演) |
| 2024年8月30日  | BAND-MAID 番外編お給仕 Medium in Summer                                                        | Shibuya O-EAST                                     |
| 2024年10月5日  | BAND-MAID 番外編お給仕 FUKUOKA                                                                 | 福岡 BEAT STATION                                  |
| 2024年10月20日 | BAND-MAID 番外編お給仕 SAPPORO                                                                 | 札幌 PENNY LANE 24                                 |
| 2025年2月3日   | BAND-MAID 番外編お給仕                                                                         | 恵比寿LIQUIDROOM                                   |
| 2025年2月17日  | BAND-MAID 番外編お給仕                                                                         | 恵比寿LIQUIDROOM                                   |

### 参加ライブ
主なもののみ。
- 2014年10月24日深夜、The Ground Crewワンマン公演in大阪 大阪まで便乗していいんでSKY?（心斎橋Music Club JANUS）
- 2016年6月12日、SHOW-YA PRODUCE 『NAONのYAON 2016』（日比谷野外大音楽堂）
- 2016年11月11日、CLASSIC ROCK AWARDS 2016（両国国技館）
- 2016年12月24日、LIVEHOLIC presents Cloche de Noël（下北沢LIVEHOLIC）

2017年
- 3月1日、Source of Era vol.2（仙台MACANA）
- 3月5日、EASTSIDEROCKERZ pre PUNK AROUND THE WORLD VOL.78（豊橋club.KNOT）
- 3月23日、Coming Next 2017（豊洲PIT）
- 4月29日、ARABAKI ROCK FEST.17（みちのく公園北地区 エコキャンプみちのく）
- 6月3日、百万石音楽祭〜ミリオンロックフェスティバル〜（石川県産業展示館）
- 6月23日、Golden Melody Festival 金曲國際音樂節（台北ATT SHOW BOX）
- 8月11日、RISING SUN ROCK FESTIVAL 2017 in EZO（石狩湾新港樽川ふ頭横野外特設ステージ）
- 8月19・20日、サマーソニック（舞洲SONIC PARK、ZOZOマリンスタジアム、幕張メッセ）
- 8月27日、SUMMER SONIC SHANGHAI 2017（上海国際音楽村）
- 9月2日、TREASURE05X （蒲郡ラグーナビーチ）
- 9月3日　[NOiD] TOUR 2017 ～Kanto Limitation～(厚木Thunder Snake)
- 9月9・10日、J-POP SUMMIT 2017 （サンフランシスコ）
- 11月21日、Rock no Cocoro 10th Anniversary ”ONE STEP BEYOND”（TSUTAYA O-EAST）
- 11月28日、SHIBUYA CYCLONE 20TH ANNIVERSARY（渋谷CYCLONE）
- 12月19日、MUCCトリビュートアルバム対バンツアー『えん7』（仙台Rensa）

2018年
- 1月24日、vivid undress presents PROGRESS PROGRAM vol.12 -ENDLESS release tour round3 in TOKYO-（下北沢GARDEN）
- 1月29日、日本工学院ミュージックカレッジ presents HACHI-ON 2018 / 2nd SHOW（オリンパスホール八王子）
- 3月9日、Zephyren presents A.V.E.S.T. project vol.12
- 3月17日、HAPPY JACK 2018
- 4月1日、WARPED TOUR JAPAN（幕張メッセ）
- 4月28・29日、ARABAKI ROCK FEST.18 （みちのく公園北地区 エコキャンプみちのく）
- 5月25日、Japan Music Night feat.BAND-MAID（スイス・ダボス）
- 6月22日、Natsu Rock 2018 （シンガポール、Zepp@BIGBOX Singapore）
- 7月7日、Penang Anime Matsuri - Summer Paradise 2018 （マレーシア・ペナン、SPICE Convention Center）
- 8月4日、ジャイガ OSAKA MAISHIMA ROCK FES 2018（舞洲スポーツアイランド）
- 8月5日、ROCK IN JAPAN FESTIVAL 2018（国営ひたち海浜公園）
- 8月19日、サマーソニック （舞洲SONIC PARK、ZOZOマリンスタジアム、幕張メッセ）
- 9月1日、C3AFA Jakarta 2018『I LOVE ANISONG コンサート』（Indonesia Convention Exhibition）
- 12月6日、CROWN Fes .　(TSUTAYA O-EAST）
- 12月22日、MERRY ROCK PARADE 2018（ポートメッセなごや）

2019年
- 3月2日、Zephren presents A.V.E.S.T. project vol.13
- 3月17日、HAPPY JACK 2019（熊本市民会館）
- 6月1日、百万石音楽祭2019〜ミリオンロックフェスティバル〜（石川県産業展示館）
- 8月10日、ROCK IN JAPAN FESTIVAL 2019（国営ひたち海浜公園）
- 8月17日、サマーソニック （舞洲SONIC PARK、ZOZOマリンスタジアム、幕張メッセ）
- 8月25日、MONSTER baSH 2019（国営讃岐まんのう公園）
- 8月27日、大ナナイト vol.125 (TSUTAYA O-EAST）
- 8月31日、VERSUS PASSCODE 2019 (なんばHatch)
- 10月5日、THE GREAT SATSUMANIAN HESTIVAL 2019  (鹿児島市・桜島多目的広場＆溶岩グラウンド)
- 11月4日、SKULLSHIT presents SKULLMANIA Vol.11（新木場STUDIO COAST）

2021年
- 7月25日、Splendour XR (オンライン)[86]

2022年
- 8月14日、DOWNLOAD JAPAN 2022（幕張メッセ）
- 8月20日、サマーソニック 東京（ZOZOマリンスタジアム、幕張メッセ）
- 10月9日、AFTERSHOCK FESTIVAL（サクラメント）
- 11月6日、Guns N' Roses 2020 Tour（さいたまスーパーアリーナ）
- 12月18日、MERRY ROCK PARADE 2022（ポートメッセなごや）

2023年
- 2月3日、4日、10日、THE LAST ROCKSTARS デビューツアー（ニューヨーク、ロサンゼルス）
- 4月1日、ノットフェスジャパン（幕張メッセ）
- 4月30日、ARABAKI ROCK FEST.23 (みちのく公園北地区 エコキャンプみちのく)
- 5月18日、Welcome to Rockville Fest (デイトナ)
- 5月26日、Sonic Temple Festival (コロンバス)
- 5月27日、Pointfest Radio Show (セントルイス)
- 8月4日、Lollapalooza (シカゴ)

2024年
- 5月1日、INCUBUS ASIA TOUR 2024 (東京ガーデンシアター)
- 7月21日、ジャイガ OSAKA GIGANTIC ROCK FESTIVAL（大阪・舞洲スポーツアイランド、SUN＆COAST STAGE）
- 8月16日、RISING SUN ROCK FESTIVAL 2024 in EZO（北海道石狩湾新港、EARTH TENT）
- 8月17日、サマーソニック東京（幕張メッセ、PACIFIC STAGE）
- 9月8日、TREASURE05X（蒲郡ラグーナビーチ）

2025年
- 4月27日、ARABAKI ROCK FEST.25 (9mm Parabellum Bullet × BAND-MAID、ゲスト 大槻ケンヂ、BRADIO)

## 出演

### ラジオ
- BAND-MAID NIPPON（2021年、ニッポン放送）- 特番2回の後、レギュラー番組となった[87][88]。全18回。

### ネットラジオ
- BAND-MAIDの世界征服（2018年、TS ONE）[89]

### 映画
- ケイト（2021年、Netflix）- BAND-MAID（本人）役[41][42]

## 受賞
- クラシック・ロック・ロール・オブ・オナーズ賞
  - 2016年 ジャパン・ネクスト・ジェネレーション・プライズ[90]